# Etan Kabel
Etan Kabel (ur. 23 marca 1959 w Rosz ha-Ajin) – izraelski polityk, sekretarz generalny Partii Pracy, od 2006 do 2019 członek Knesetu, w latach 2006–2007 minister bez teki w rządzie Ehuda Olmerta odpowiedzialny za sprawy mediów.
Urodził się w Rosz ha-Ajin w Izraelu. Ukończył studia inżynierskie na Uniwersytecie Hebrajskim w Jerozolimie. Służbę wojskową zakończył w stopniu sierżanta-majora. Po raz pierwszy wszedł do czternastego Knesetu. Jest byłym przewodniczącym Stowarzyszenia Studentów Uniwersytetu Hebrajskiego i doradcą ministra rolnictwa. Zasiadał w knesetacj XIV, XV, XVI, XVII, XVIII, IX i XX kadencji. W 2019 utracił miejsce w parlamencie.
Jest żonaty i ma dwójkę dzieci.